# Philodromus pratariae
Philodromus pratariae är en spindelart som först beskrevs av Rudolph Herman Christiaan Carel Scheffer 1904.  Philodromus pratariae ingår i släktet Philodromus och familjen snabblöparspindlar. Inga underarter finns listade i Catalogue of Life.